# Actinotus whicheranus
Actinotus whicheranus är en flockblommig växtart som beskrevs av Gregory John Keighery. Actinotus whicheranus ingår i släktet Actinotus och familjen flockblommiga växter. Inga underarter finns listade i Catalogue of Life.